# Orden de Avís
La Orden de Avís fue una orden militar medieval en el Reino de Portugal. Fundada en 1166 como Orden de San Benito de Évora, a partir de la conquista de la ciudad de Avís en 1211, la orden pasó a llamarse Orden de San Benito de Avís. 

## Historia
En 1147, tras la toma de Lisboa por los cruzados normandos e ingleses y las mesnadas del rey de Portugal, un grupo de nobles caballeros decidió asociarse y comprometerse a continuar en todo momento la lucha contra los musulmanes. En 1166, el rey Alfonso I, que quería proteger la ciudad de Évora de las incursiones sarracenas, estableció con estos caballeros el embrión de una nueva orden militar en la ciudad, por lo que diez años después era conocida como Orden de Évora y estaba regulada de acuerdo a la regla cisterciense.
La Orden de Calatrava la apoyó desde el principio y en agradecimiento, en 1187, los caballeros de Évora adoptaron su constitución y su emblema, del que sólo cambiaron el color, siendo este una cruz flordelisada de sinople (verde) sobre campo de argén (blanco). En los primeros diseños presentaba a sus lados, en ocasiones, dos polluelos de águila, como símbolo de la rapidez de sus caballeros al acometer sus empresas. En un principio su veste estaba formada por un largo escapulario con capucha, pero como la longitud del manto estorbaba sus movimientos en las batallas, el Papa Bonifacio IX autorizó que fuese corto, con una cruz orlada en oro en el hombro izquierdo, dejando el uso del manto largo o capitular para las ocasiones solemnes, como por ejemplo fiestas de casamientos, cumpleaños de quince o simplemente para impresionar a una bella dama. 
Años más tarde, cuando en 1211 sus caballeros conquistaron Avís, trasladaron a esta ciudad su residencia y cambiaron el nombre de la orden, lo que fue confirmado por el Papa Inocencio III en 1214. En 1385, uno de sus Grandes Maestres, Juan, hijo bastardo de Pedro I, se convirtió en rey de Portugal con el nombre de Juan I, y la dinastía pasó a denominarse de Avís. Avís dependió en la práctica de la Orden de Calatrava, hasta que en el reinado de Pedro II recibió tales prebendas, mediante leyes especiales y donaciones, que pudo desvincularse y convertirse en la más poderosa orden de Portugal, rivalizando con Santiago y ganando gran fama cuando su maestre llegó a ser a finales del siglo XIV rey de Portugal, si bien no fue integrada en la Corona portuguesa hasta 1550, al mismo tiempo que la Orden de Cristo, sucesora del Temple.
Respecto a sus reglas, también variaron con el tiempo y así, el originario voto de castidad de sus caballeros se convirtió, en tiempos del Papa Pablo III, en un mero deber de fidelidad conyugal.
Desde entonces, la orden se convirtió en orden de caballería reservada a los nobles y miembros de la familia real, estatus confirmado en un decreto de 1604. El 1 de agosto de 1789, María I de Portugal y el Papa Pío VI intentaron reformar el orden secularizándola, junto con la Orden de Santiago y la Orden de Cristo, manteniendo el gran maestrazgo vinculado a la corona. 
El príncipe regente Juan llevó la orden en Brasil, y en 1834 el regente Pedro duque de Braganza, en nombre de María II de Portugal, la aboliría en el contexto de la supresión de las órdenes. Fue restaurada en 1894 por el jefe de gobierno Hintze Ribeiro, pero solo como una orden honorífica con el nombre de Orden Militar de Avís, para condecorar a personalidades militares por haber tenido una actuación relevante. Nuevamente suprimida en 1910, volvió a restaurarse en 1918 como orden honorífica.

## La orden en la actualidad
La Orden forma parte de las conocidas como «Antiguas Órdenes Militares». Es gobernada por un canciller y un consejo de ocho miembros, designados por el Presidente de la República, para asistirlo como Gran Maestre en todos los asuntos que conciernen a la administración de la orden. 
La orden solo puede ser conferida al personal militar, tanto portugués como extranjero, por servicios excepcionales. Para portugueses se requiere de un mínimo de siete años de servicio en las fuerzas armadas así como una hoja de servicio impecable y ejemplar. 